# حارة الفاروق الشمالية (صنعاء)

تعديل مصدري - تعديل

حارة الفاروق الشمالية هي إحدى حارات حي شعوب بمديرية شعوب إحد مديريات العاصمة اليمنية صنعاء، بلغ تعداد سكانها 2733 نسمة حسب تعداد اليمن لعام 2004.